# Високо функционални аутизам
Високо функционални аутизам (енгл. HFA) је неформални термин који се употребљава за особе са аутизмом, коефицијентом интелигенције од 80 или изнад, код којих постоји донекле више или мање способност говора, читања и писања. Због већих говорних вештина, често се замењује са Аспергеровим синдромом. Код интеракције и дружења, присутна је класична суздржаност, једна од главних одлика аутизма. Високо функционални аутизам још увек није призната дијагноза у ДСМ-ИВ-ТР или МКБ-10.
|  | Молимо Вас, обратите пажњу на важно упозорење у вези са темама из области медицине (здравља). |